# Experience
Experience é um filme de drama mudo norte-americano, dirigido por George Fitzmaurice. Lançado em 1921, foi protagonizado por Richard Barthelmess. É baseado na peça homônima de George V. Hobart. Foi o primeiro filme de Lilyan Tashman. É um filme perdido.